# Frassinoro
Frassinoro ist eine italienische Gemeinde mit 1723 Einwohnern (Stand 31. Dezember 2023) in der Provinz Modena. Sie ist Mitglied in der Comunità Montana dell'Appennino Modena Ovest. Zur Gemeinde gehört Case Cerbiani.

## Geschichte

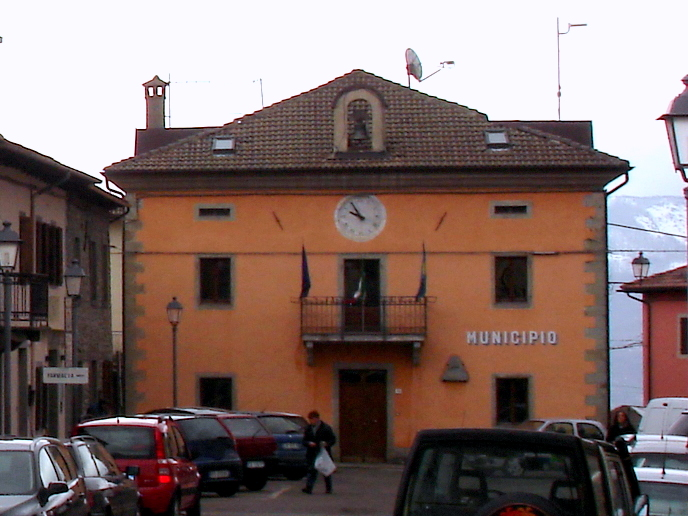
Rathaus von Frassinoro

Das Kloster Frassinoro am Apenninenpass Foce della Radici geht auf eine Donation der Beatrix von Lothringen, Ehefrau des Bonifatius von Canossa und Mutter der Mathilde von Tuscien, vom 29. August 1071 zurück. Das Kloster wurde reich ausgestattet mit Möbeln und Marmor aus Carrara. 1173 wurde die Abtei erobert und 1210 wurde das Kloster aufgegeben, 1261 verzichtet der Abt auf alle weltliche Macht. 1585 übergab Papst Sixtus V. die Rechte und Verwaltung der Güter dem Kollegium der Maroniten von Rom. Herzog Francesco III. übergab sie dann 1771 an die Kongregation der Barmherzigen Brüder in Modena. Nachdem bereits im 15. Jahrhundert ein Erdrutsch die alte Abtei zerstört hatte, wurden einige Bauteile zum Bau der heutigen Kirche, des Glockenturms und des Pfarrhauses verwendet.

## Persönlichkeiten
- Tonino Biondini (1945–1983), Skilangläufer